# Vitória do Xingu
Vitória do Xingu, amtlich portugiesisch Município de Vitória do Xingu, ist eine brasilianische Gemeinde im Bundesstaat Pará in der Großregion Região Norte. Die Bevölkerungszahl wurde zum 1. Juli 2019 auf 15.134 Einwohner geschätzt, die auf einer Gemeindefläche von rund 3089,5 km² leben und Vitorienser (vitorienses) genannt werden.  Rechnerisch ergibt sich eine Bevölkerungsdichte von 4,3 Personen pro km². Sie steht an 121. Stelle der 144 Munizips des Bundesstaates. Die Hauptstadt Belém ist etwa 856 km entfernt.
Vitória do Xingu ist Teil des am 6. November 2019 errichteten Bistums Xingu-Altamira.

## Geographie
Umliegende Gemeinden sind Porto de Moz, Senador José Porfírio, Altamira und Brasil Novo. 
Das Biom ist Amazonischer Regenwald

### Klima
Die Gemeinde hat tropisches Klima, Am nach der Klimaklassifikation nach Köppen und Geiger. Die Durchschnittstemperatur ist 26,8 °C. Die durchschnittliche Niederschlagsmenge liegt bei 2013 mm im Jahr. Es gibt eine kurze Trockenzeit.